# Tetrastigma gibbosum
Tetrastigma gibbosum är en vinväxtart som beskrevs av Carl Karl Adolf Georg Lauterbach. Tetrastigma gibbosum ingår i släktet Tetrastigma och familjen vinväxter. Inga underarter finns listade i Catalogue of Life.